# Башилов, Сергей Васильевич
Сергей Васильевич Башилов (27 октября 1923, Кимры, Тверская губерния, РСФСР — 26 марта 2005, Москва) — советский государственный деятель, министр СССР в различных отраслевых строительных министерствах в 1979–1989.

## Биография
Русский. В 1940 году, окончив школу, поступил в Московский институт инженеров железнодорожного транспорта (МИИТ), добровольцем ушёл на фронт, прошёл подготовку на авиационного стрелка-радиста, в 1941–1945 годах служил в армии, участник Великой Отечественной войны.
Член КПСС с 1947 года. В 1950 году окончил МИИТ по специальности «инженер путей сообщения — строитель».
С 1950 года — прораб, начальник Тобольского строительного участка треста «Сиблестрансстрой» Тюменской области.
С 1952 года — главный инженер Тюменского строительно-монтажного управления треста «Сиблестрансстрой».
С 1954 года — управляющий трестом «Иртышлестрансстрой» в Тюмени.
С 1958 года — начальник управления строительства Тюменского совнархоза.
С 1963 года — заместитель начальника Главного управления по строительству в Средне-Уральском экономическом районе «Главсредуралстрой» Министерства строительства РСФСР в Свердловске.
С 1967 года — заместитель начальника, начальник территориального Главного управления по строительству «Главсредуралстрой» Министерства строительства предприятий тяжёлой индустрии СССР (г. Свердловск). Руководил возведением и вводом в строй Свердловского перерабатывающего комбината «Асбест», Качканарского горно-обогатительного комбината по добыче руды (за что был отмечен премией Совета Министров СССР), Нижнетагильского металлургического завода и множества других производственных предприятий.
С 1976 года — начальник отдела строительства и строительной индустрии Госплана СССР.
С декабря 1979 года — министр строительства СССР в районах Дальнего Востока и Забайкалья.
С июля 1983 года — председатель Государственного комитета СССР по делам строительства.
В январе — августе 1986 года — министр строительства предприятий тяжёлой индустрии СССР.
С августа 1986 года — министр строительства в районах Урала и Западной Сибири СССР.
Депутат Совета Национальностей Верховного Совета СССР 11 созыва (1984—1989) от Бурятской АССР. Член ЦК КПСС в 1986–1989, кандидат в члены ЦК КПСС в 1981–1986.
С апреля 1989 года — персональный пенсионер союзного значения.
Скончался 26 марта 2005 года в Москве. Похоронен на Троекуровском кладбище (участок 6а).
Автор нескольких книг и более 200 научных публикаций. Известен своими работами в области механики грунтов и проектирования фундаментов, особенно его вкладом в разработку методов расчета несущей способности свай.

## Награды и звания
- Награждён двумя орденами Ленина, орденом Октябрьской Революции, орденом Отечественной войны 1-й степени, двумя орденами Трудового Красного Знамени.
- Заслуженный строитель Российской Федерации (26 октября 1993 года) — за заслуги в области строительства и многолетний добросовестный труд[3].
- Благодарность Президента Российской Федерации (11 мая 2000 года) — за многолетний плодотворный труд в области строительства и в связи с 50-летием со дня образования Госстроя России[4].
- Почётный член Российской академии архитектуры и строительных наук[5].